# Heraclides
|  | Per a altres significats, vegeu «Heraclides (desambiguació)». |

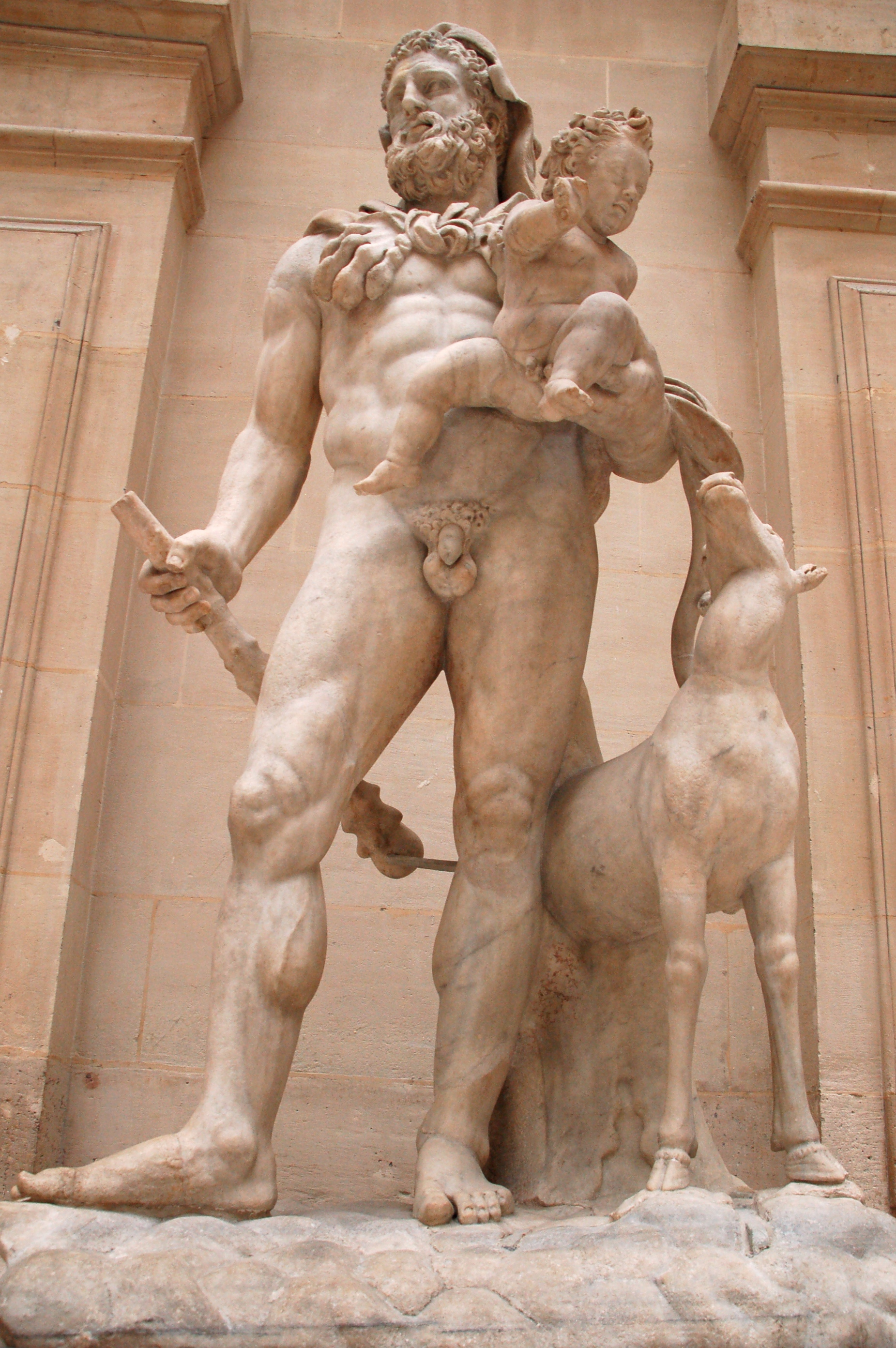
Hèracles amb Tèlef

Els heraclides (llatí: Heracleidae, en grec antic: Ἡρακλεῖδαι) són, en la seva accepció més ampla, tots els fills i descendents d'Hèracles, fins a la generació més llunyana. A l'època hel·lenística, moltes famílies reials pretenien ser descendents dels heraclides i feien remuntar els seus avantpassats fins a l'heroi. En sentit més restringit, és aplicat a tots els descendents directes d'Hèracles i Deianira, que amb els doris van envair i colonitzar el Peloponnès. Immediatament després de la pujada a l'Olimp d'Hèracles, els seus fills, mancats de protecció i temorosos de l'odi d'Euristeu, es van refugiar amb el rei de Traquis, Ceix, que sempre s'havia mostrat amistós amb Hèracles. Però Euristeu va exigir a Ceix que els expulsés de Traquis. Ceix, temorós d'Euristeu, els va expulsar amb l'excusa que no era prou poderós per a protegir-los. Aleshores van anar cap a Atenes, on Teseu (o segons altres versions, els seus fills), va acceptar protegir-los. Euristeu va declarar la guerra als atenesos, i durant la batalla van morir els seus cinc fills. Euristeu es va escapar, però Iolau (o Hil·los) el va perseguir i el va matar a la vora de les Roques Esciròniques. Els heraclides i els seus aliats atenesos van sortir victoriosos de la batalla, perquè un oracle havia predit que Atenes guanyaria la batalla si sacrificaven una jove noble, i Macària, una de les filles d'Hèracles, s'havia ofert voluntària per morir.
Mort Euristeu, els heraclides van voler tornar al Peloponnès, el país d'origen del seu pare, on sempre havien volgut tornar en va. Sota el comandament d'Hil·los, van conquerir totes les ciutats del Peloponnès i van establir-se al país. Però, un any més tard, una pesta va abatre la regió, i l'oracle va dir que havien atret la còlera dels déus per haver-se establert en aquelles terres abans d'hora. Els heraclides van tornar a l'Àtica, a la plana de Marató, amb l'esperança de tornar més endavant cap al sud. Per resoldre el problema de la còlera celeste, Hil·los va dirigir-se a l'oracle de Delfos, per saber què havia de fer. La Pítia li va respondre que podrien tornar al Peloponnès «després de la tercera collita». Hil·los estava casat amb Íole, la concubina del seu pare, el qual li havia demanat, just abans de morir, que en tingués cura. Ell era, de tots els germans, l'hereu de la tradició paterna, i també el que havia viscut més temps amb Hèracles, i a qui l'heroi havia educat. Per totes aquestes coses, els germans el consideraven el seu cap i li van encarregar que els portés al seu destí.
Hil·los, al capdavant dels seus germans, va entrar per l'istme de Corint, però va topar amb l'exèrcit d'Èquem, el rei de Tègea, que el va desafiar a un combat singular. Hil·los hi va perdre la vida. El seu net, Aristòmac, va tornar a consultar l'oracle, que li va respondre "els déus et donaran la victòria si tu ataques pels estrets" o bé "pel camí estret". Aristòmac va entendre que s'havia d'atacar per l'istme, "el camí estret", i el van matar, i altre cop els heraclides van ser vençuts.
Quan els fills d'Aristòmac van ser grans, el primogènit, Temen, va anar de nou a consultar l'oracle, que li va repetir les respostes anteriors. Temen li va comentar que tant el seu pare com el seu avi havien seguit el consell del déu i que havien mort. L'oracle no se'n va fer responsable, sinó que va dir que els seus avantpassats no havien entès el que havia dit. I que calia entendre que "tercera collita" volia dir "tercera generació", i per "camí estret" s'havia d'entendre la mar i els "estrets" entre la costa de Grècia continental i el Peloponnès. Amb els seus germans Aristodem i Cresfontes, que formaven la tercera generació després d'Hil·los, van construir una flota a la costa de Lòcrida, en una ciutat que va rebre el nom de Naupacte (dues paraules gregues que signifiquen 'construir una nau'). Mentre eren allà, el germà més jove, Aristodem, va morir a causa d'un llamp, i va deixar dos fills bessons, Eurístenes i Procles.
Poc de temps després va caure una maledicció sobre la flota, a causa que un dia van veure un endeví anomenat Carnos, que, apropant-se al camp, es dirigia als heraclides. S'hi dirigia amb bones intencions, però ells van creure que era un bruixot enviat pels seus enemics (els peloponesis) per portar-los mala sort, i Hípotes, fill de Filant i net d'Antíoc, el va travessar amb una llança. Es va aixecar una gran tempesta que va dispersar i va fer estavellar la flota, i la fam va caure sobre l'exèrcit, que va fugir. Un cop més, Temen va recórrer a l'oracle, que li va dir que els fets eren un càstig per haver matat l'endeví i, per solucionar-ho, l'assassí havia d'estar exiliat durant un període de deu anys, i els heraclides haurien de prendre com a guia en l'expedició un ésser amb tres ulls. Temen va obeir, va desterrar Hípotes i després un ésser amb tres ulls es va presentar als heraclides, un borni muntat a cavall. Era Òxil, rei de l'Èlida, que havia estat expulsat durant un any de la seva ciutat per un homicidi involuntari. Va acceptar fer-los de guia i com a pagament va demanar que li fos restituït el seu regne. Els heraclides van vèncer els peloponesis i van matar el seu rei Tisamen, el fill d'Orestes. Van morir també Pàmfil i Dimant, els dos fills d'Egimi. Després de la victòria, van alçar un altar a Zeus i van repartir-se el Peloponnès.
Diuen que, de totes les províncies del Peloponnès, només se'n van repartir tres: Argos, Messènia i Lacònia. L'Èlida van reservar-la per a Òxil, com havien acordat. La regió d'Arcàdia, la van respectar, perquè un oracle els havia ordenat que durant la conquesta "respectessin aquells amb els quals compartirien un àpat". Cípsel, el rei del país, va enviar uns ambaixadors amb presents i aquests es van trobar amb els soldats de Cresfontes que sopaven amb queviures que havien comprat als camperols, i van convidar els ambaixadors a compartir-lo. Van pactar així que respectarien el país, tal com havia dit l'oracle. També s'explicava que Cípsel, per evitar que conquerissin el seu regne, havia donat la mà de la seva filla a Cresfontes.